# Neottopteris phyllitidis
Neottopteris phyllitidis là một loài thực vật có mạch trong họ Aspleniaceae. Loài này được (D. Don) Ching miêu tả khoa học đầu tiên năm 1959.